# Jeffrey Herf
Jeffrey C. Herf (né le 24 avril 1947) est un historien américain. Il est professeur émérite d'histoire européenne moderne à l'université du Maryland, College Park. Il est spécialisé en particulier dans l'histoire allemande moderne.

## Biographie
Le père de Herf a fui l'Allemagne nazie en 1937 et a immigré aux États-Unis. Il a grandi dans une famille juive réformée.
Herf est diplômé en histoire de l'université du Wisconsin – Madison en 1969 et a obtenu son doctorat en sociologie de l'université Brandeis en 1980. Avant de rejoindre la faculté de l'université du Maryland, il a enseigné à l'université Harvard et à l'université de l'Ohio. Il a publié des essais dans The American Interest, The Washington Post, Commentary, Die Welt, Die Zeit, Partisan Review, The Times of Israel et The New Republic.
Dans son livre de 1984, Reactionary Modernism: Technology, Culture and Politics in Weimar and the Third Reich, s'appuyant sur la théorie critique, en particulier la critique de l'idéologie, Herf a inventé le terme de « modernisme réactionnaire » pour décrire le mélange d'une modernité robuste et d'une position affirmative envers le progrès, combiné avec des rêves du passé — un romantisme hautement technologique — qui était un courant dans la pensée des idéologues de la « révolution conservatrice » de Weimar et des courants du parti nazi et du régime nazi (repris en France par le gouvernement de Vichy, et que certains observateurs retrouvent chez Donald Trump et son administration).

## Récompenses et honneurs
- 1996 Prix Charles Frankel (co-lauréat) de la Wiener Library and Institute of Contemporary History, Divided Memory
- Prix George Louis Beer 1998, mémoire divisée [3]
- Prix national du livre juif 2006, L'ennemi juif [4]
- 2010 Prix Bronze du Washington Institute for Near East Policy, pour son livre Nazi Propaganda for the Arab World
- Prix Sybil Halpern 2011, Association d'études allemandes pour son livre Nazi Propaganda for the Arab World

## Travaux
- Le Modernisme réactionnaire: Haine de la raison et culte de la technique (Cambridge University Press, 1984)
- War By Other Means: Soviet Power, West German Resistance and the Battle of the Euromissiles (The Free Press, 1991. )
- Divided Memory: The Nazi Past in the Two Germanys  (Harvard University Press,
- The Jewish Enemy: Nazi Propaganda During World War II and the Holocaust  (Harvard University Press, 2006. ). L'ouvrage examine la propagande antisémite radicale du régime nazi comme un faisceau de haines, un cadre explicatif et un effort pour légitimer le meurtre de masse. Traduit en français sous le titre L'ennemi juif : la propagande nazie, 1939-1945
- Nazi Propaganda for the Arab World (Yale University Press, 2009). Cet ouvrage documente et interprète la propagande écrite et radiophonique de l'Allemagne nazie en langue arabe visant l'Afrique du Nord et le Moyen-Orient pendant la Seconde Guerre mondiale et l'Holocauste. Il documente une fusion de l'antisémitisme radical dans l'idéologie nazie avec l'antisémitisme radical issu des islamistes et des nationalistes arabes radicaux qui ont collaboré avec le régime nazi en particulier de 1941 à 1945 à Berlin. La fusion culturelle en temps de guerre à Berlin a persisté dans la politique islamiste au Moyen-Orient après 1945.
- Undeclared Wars with Israel: East Germany and the West German Far Left, 1967–1989 (Cambridge University Press, 2016)

Livres édités
- Anthony McElligott et Jeffrey Herf, editeurs, Antisemitism Before and Since the Holocaust: Altered Contexts and Recent Perspectives (London: Palgrave Macmillan, 2017)

- Jeffrey Herf, editeur, Antisemitism and Anti-Zionism in Historical Perspectives: Convergence and Divergence (New York: Routledge, 2007)

- Hitler and the Nazis' Anti-Zionism, Fathom, été 2016
- David Cesarani: In Memoriam, Fathom, Automne 2015